# Carlos Álvarez-Nóvoa
Carlos Álvarez-Nóvoa Sánchez (La Felguera, 1940 – Siviglia, 23 settembre 2015) è stato un attore spagnolo.

## Filmografia parziale

### Cinema
- Los años bárbaros, regia di Fernando Colomo (1998)
- Solas, regia di Benito Zambrano (1999)
- Il figlio della sposa (El hijo de la novia), regia di Juan José Campanella (2001)
- La hija del caníbal, regia di Antonio Serrano (2003)
- Intramontabile effervescenza (Elsa y Fred), regia di Marcos Carnevale (2005)
- ¿Por qué se frotan las patitas?, regia di Álvaro Begines (2006)
- I destini dell'amore (De tu ventana a la mía), regia di Paula Ortiz (2011)
- Las olas, regia di Alberto Morais (2011)
- 12+1, una comedia metafísica, regia di Chiqui Carabante (2012)
- Asesinos inocentes, regia di Gonzalo Bendala (2015)
- La novia, regia di Paula Ortiz (2015)

### Televisione
- Granata, addio (Réquiem por Granada) - serie TV (1991)
- Cuéntame cómo pasó - serie TV, 2 episodi (2004)
- Gran Reserva - serie TV, 5 episodi (2010)
- Imperium - serie TV, 4 episodi (2012)
- Con el culo al aire - serie TV, 6 episodi (2014)
- Carlos, Rey Emperador - serie TV, 3 episodi (2015)

## Premi
- Premio Goya
  - 2000: "Mejor Actor Revelación" (Solas)
- Festival cinematografico internazionale di Mosca
  - 2011: "Best Actor" (Las olas)
- Tokyo International Film Festival
  - 1999: "Best Actor Award" (Solas)